# Secteur pavé de Fressain à Villers-au-Tertre
Le secteur pavé de Fressain à Villers-au-Tertre (dit Adrien Petit Le Bison) est situé entre les communes de Fressain et de Villers-au-Tertre d'une distance approximative de 1 400 m avec une difficulté actuellement classée deux étoiles.
Inauguré en juin 2022 par Adrien Petit et les maires des deux communes concernées, il a été emprunté pour la première fois parles coureurs du Tour de France lors de la 5e étape le 6 juillet 2022.
L’entrée du secteur est à 78 m d’altitude, la fin à 68 m.

Le chemin commence au nord-est du village de Fressain près de la chapelle, se dirige vers le nord-est sur une distance de 300 m, après un virage à droite à 90°, il part vers le nord-est sur une distance de 500 m, puis après un second virage à gauche à 75°, il se termine 600 m plus loin en face du nouveau cimetière à l'entrée de Villers-au-Tertre.

## Caractéristiques
- Longueur : 1 400 m
- Difficulté : 2 étoiles
- Secteur n° 11 (avant l'arrivée) lors du Tour de France 2022.

## Galerie

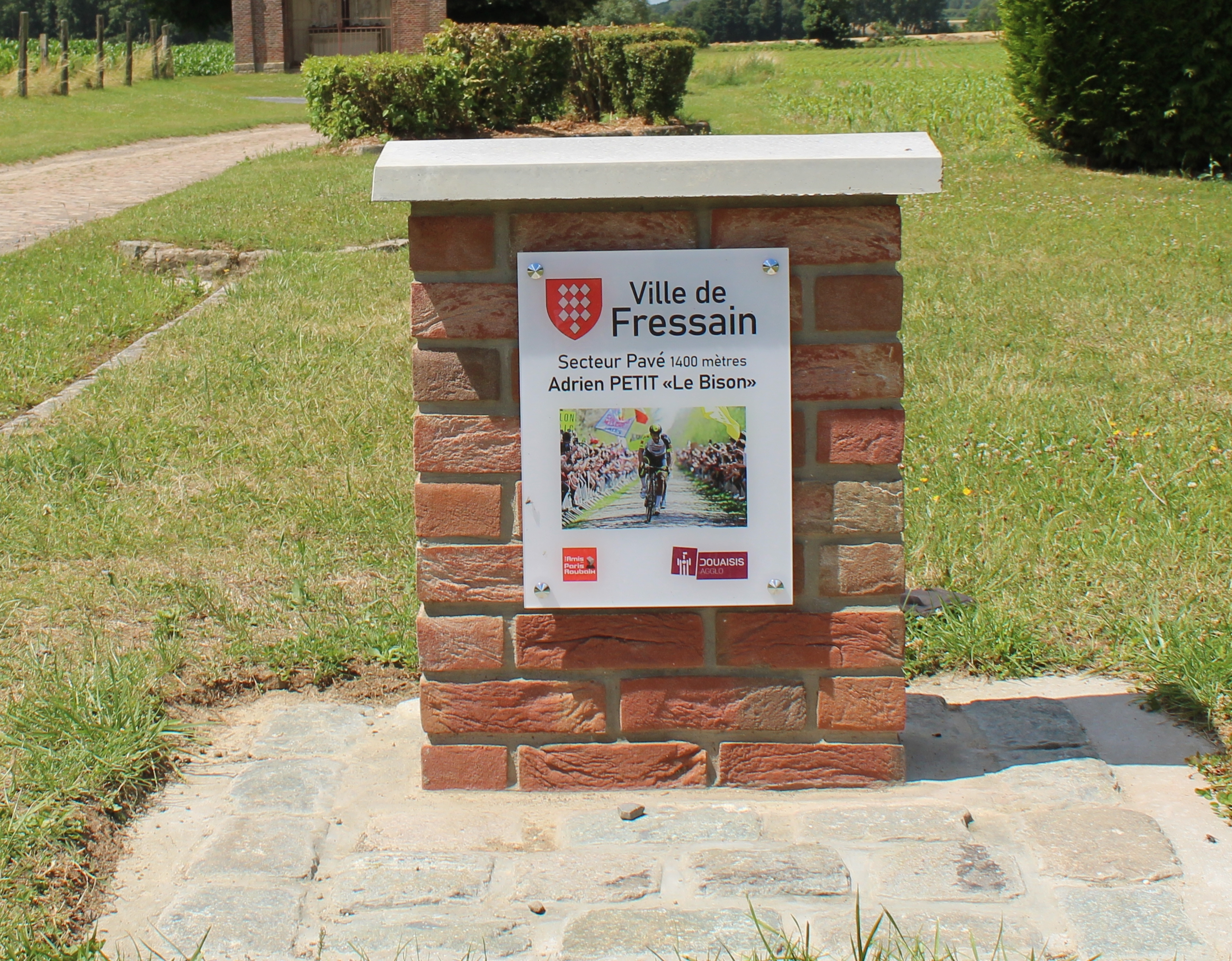
Stelle marquant l'entrée du secteur pavé.
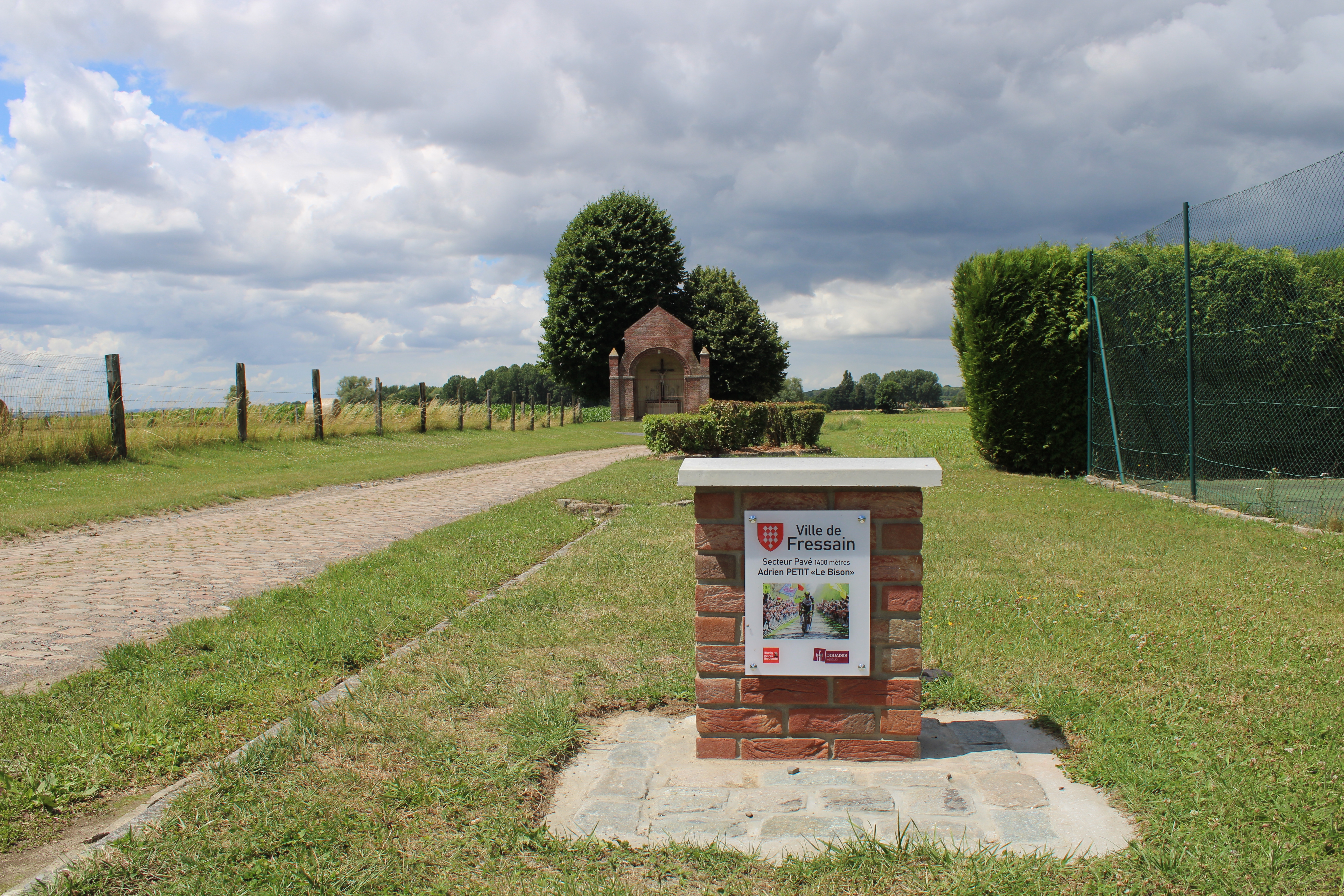
Entrée du secteur pavé.
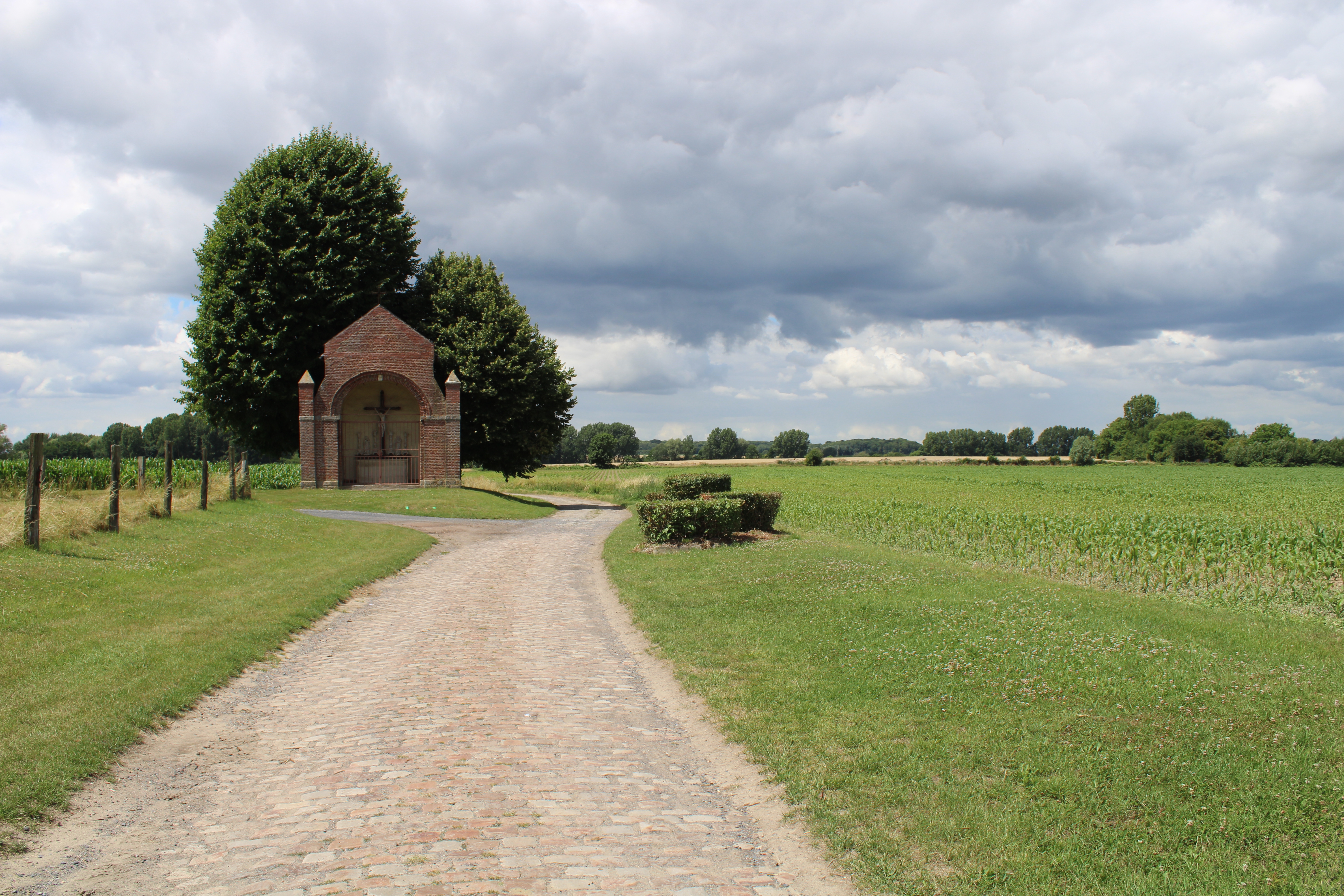
Entrée du secteur pavé et la chapelle.
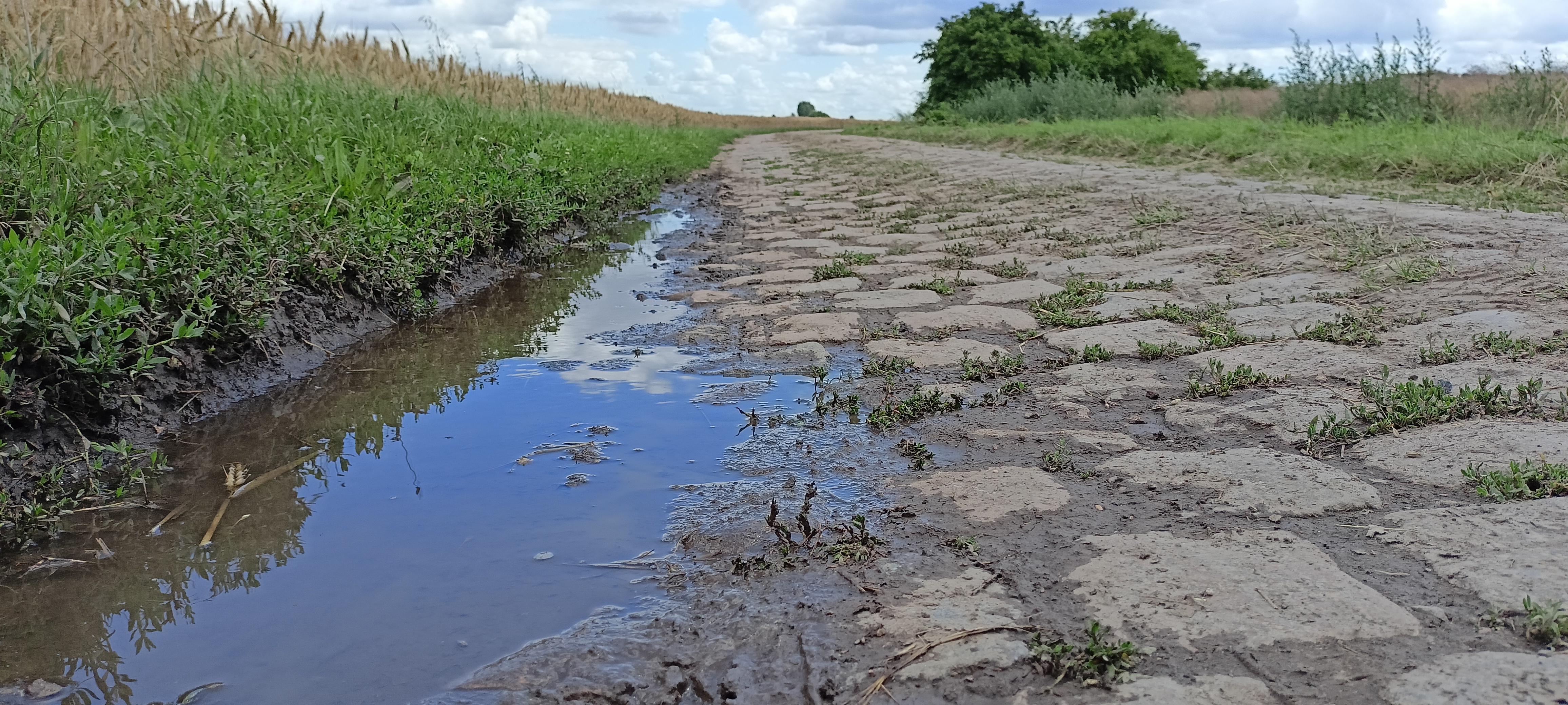
Vue du secteur pavé côté Villers-au-Tertre.
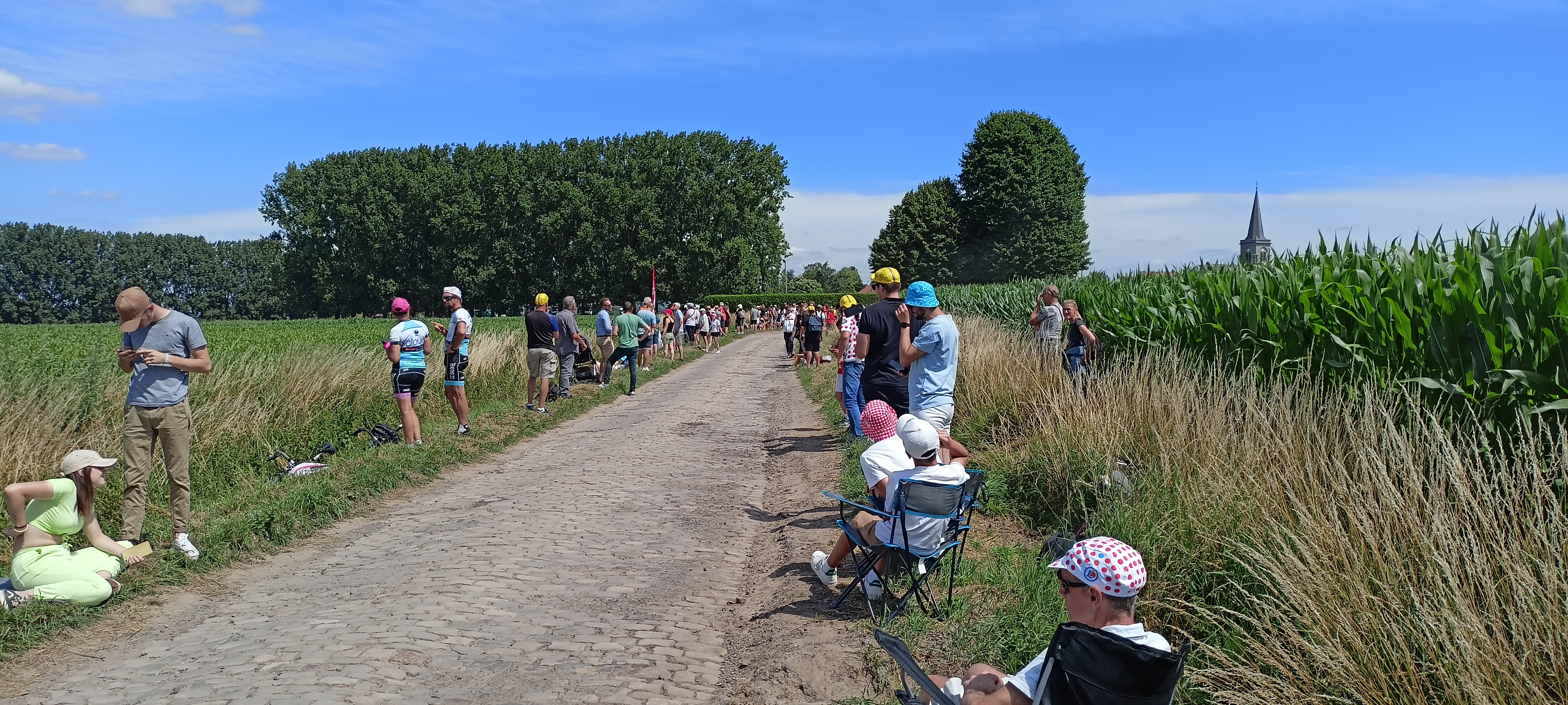
En attendant le passage des coureurs.
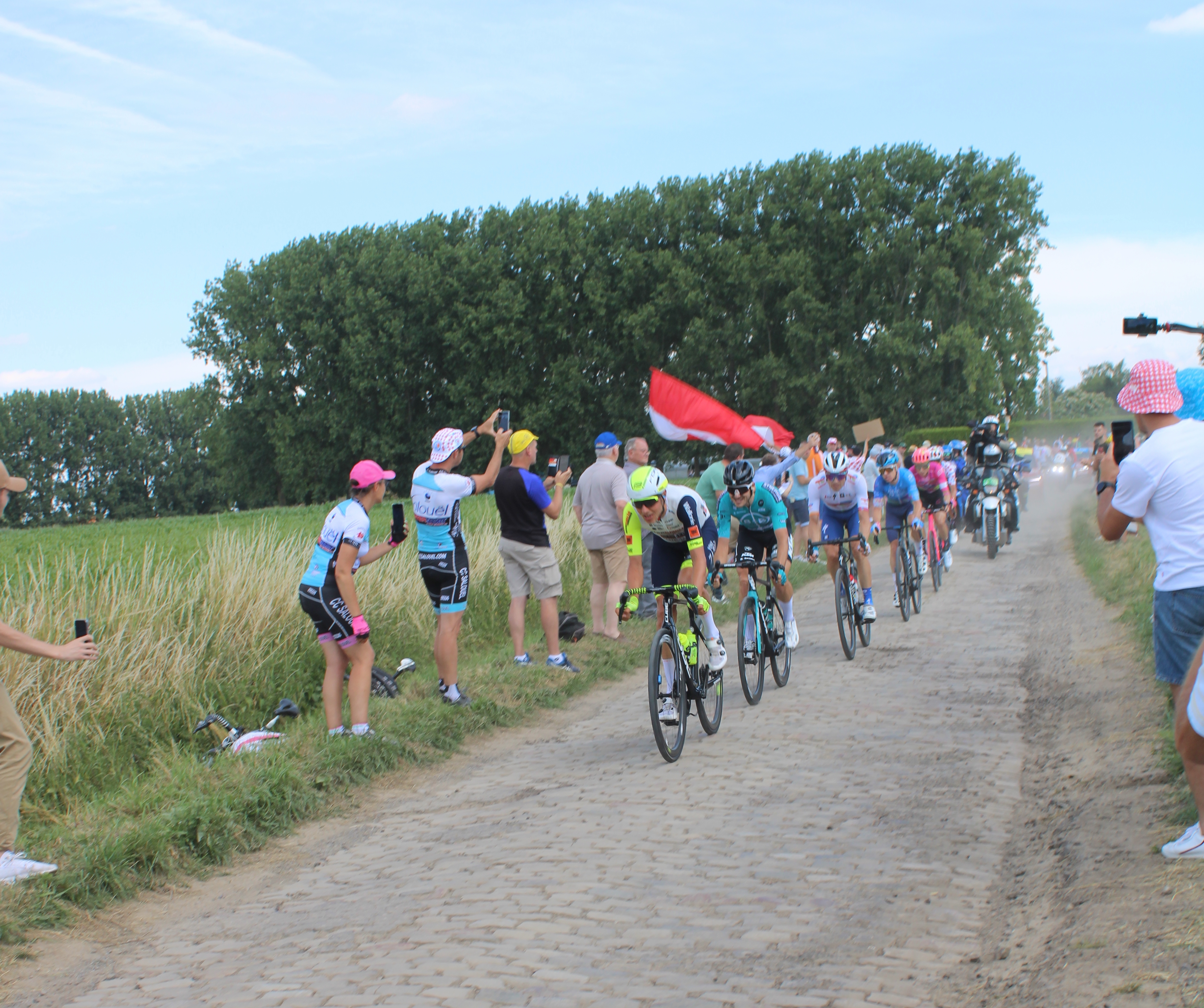
Les 6 échappés dans le secteur Adrien Petit.
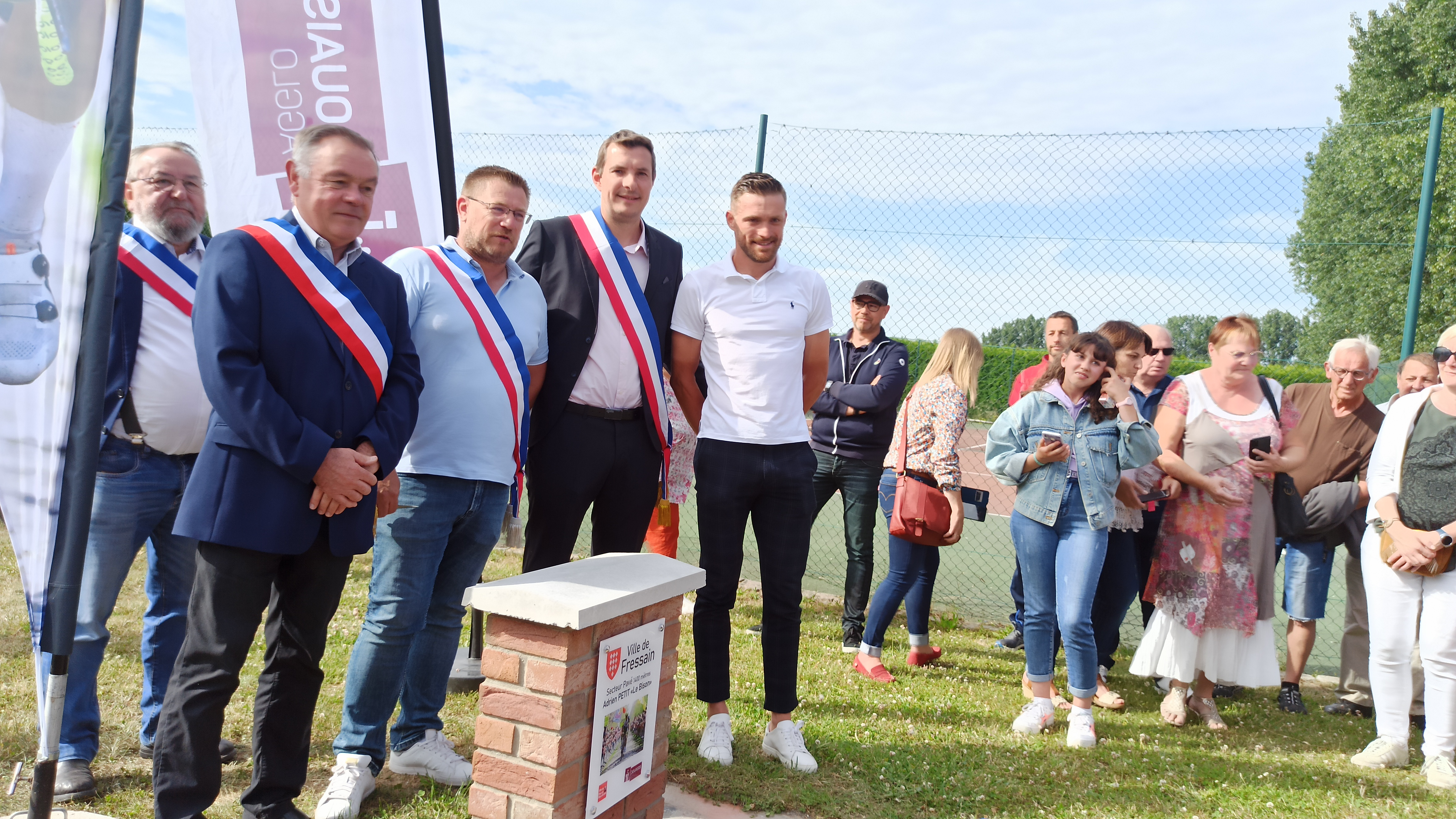
Inauguration du secteur pavé en présence d'Adrien Petit et des maires de Fressain et de Villers-au-Tertre.
- Vidéo: le passage du peloton dans le secteur pavé.
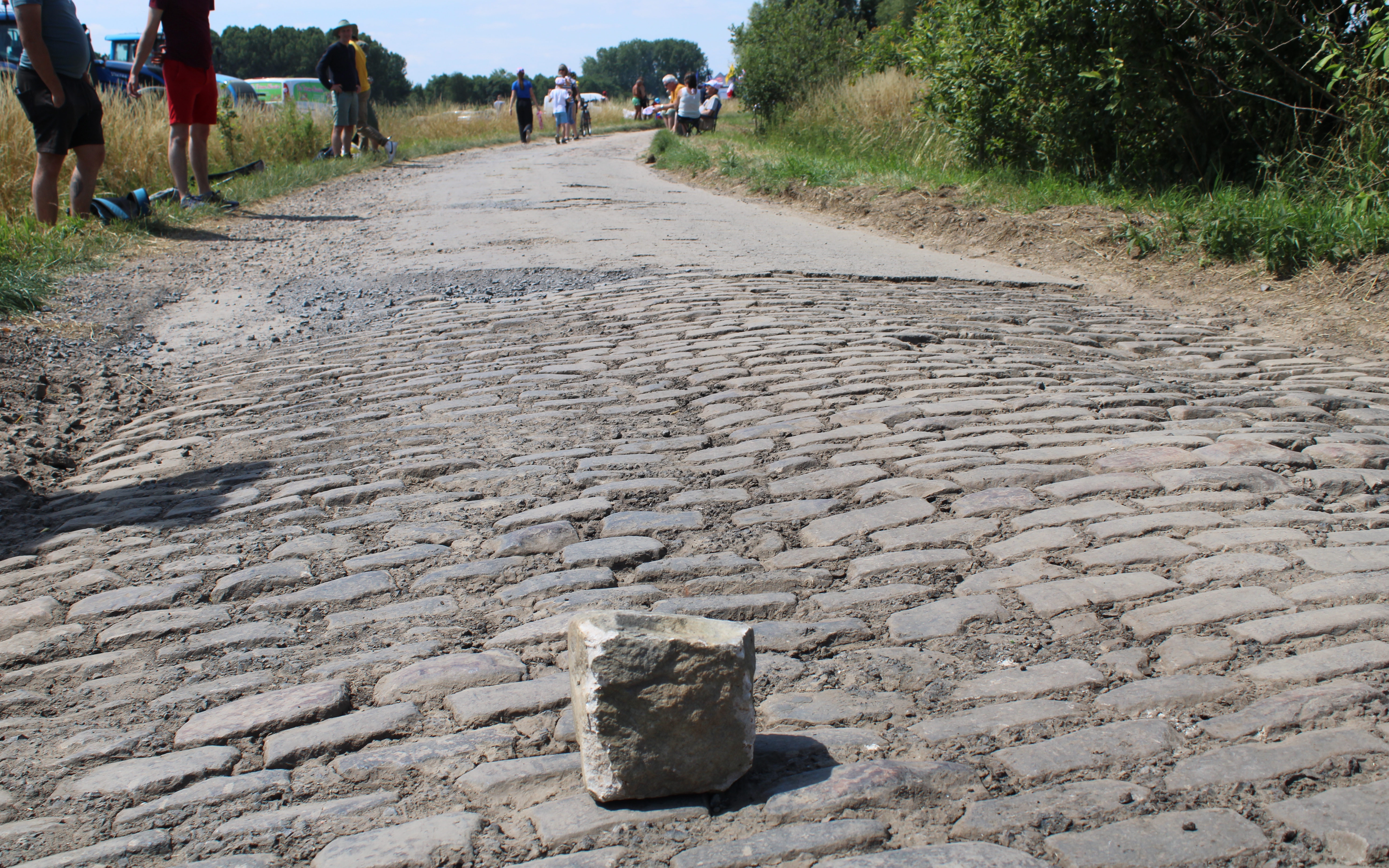
Un pavé échappé avant le passage des coureurs.